# (159339) 2006 EE14
(159339) 2006 EE14 es un asteroide perteneciente al cinturón exterior de asteroides, región del sistema solar que se encuentra entre las órbitas de Marte y Júpiter.
Fue descubierto el 2 de marzo de 2006 por el equipo del proyecto Spacewatch desde el observatorio Nacional de Kitt Peak.

## Designación y nombre
Designado provisionalmente como 2006 EE14.

## Características orbitales
(159339) 2006 EE14 está situado a una distancia media del Sol de 3,973 ua, pudiendo alejarse hasta 4,723 ua y acercarse hasta 3,224 ua. Su excentricidad es 0,189 y la inclinación orbital 2,943 grados. Emplea 2892,93 días en completar una órbita alrededor del Sol.
Los próximos acercamientos a la órbita de Júpiter ocurrirán el 13 de febrero de 2033, el 7 de febrero de 2057 y el 7 de marzo de 2081.

## Características físicas
La magnitud absoluta de (159339) 2006 EE14 es 14,83.